# Ectropis emphona
Ectropis emphona là một loài bướm đêm trong họ Geometridae.